# Jim Cummings (szinkronszínész)
Jim Cummings (Youngtown, Ohio, 1952. november 3. –) amerikai szinkronszínész és énekes.
Közel 400 rajzfilmben és animációsfilmben szerepelt szinkronhangként. Többek között Micimackó és Tigris hangjaként ismert, de még számos animációs Disney és a DreamWorks filmekben is adta a hangját, ide tartozik az Aladdin, az Oroszlánkirály, a Z, a hangya, az Irány Eldorádó, a Shrek, valamint A hercegnő és a béka. Videójátékokban is kivette a részét mint szinkronhang, ilyen például az Icewind Dale, a The Elder Scrolls V: Skyrim, a Baldur's Gate, a Mass Effect 2, a Star Wars: The Old Republic, a World of Warcraft: Mists of Pandaria és a Splatterhouse.

## Magánélete
Cummings 1952-ben született Youngstownban, Ohioban. Évekkel később New Orleansba költözött, ahol tervezett és festett, dolgozott folyami hajósként, fedélzeti kezelőként, énekelt és dobolt is egy regionálisan sikeres rockbandában, a "Fusion"-ban.
Később feleségül vette Stephaniet, akitől 4 gyermeke született, két lánya és még két idősebb gyermeke. Ezután a kaliforniai Anaheimbe költözött, ahol az 1980-as években elindult szinkronszínészi karrierje.

## Szinkronmunkái
- 2013 - Szófia hercegnő: A lebegő palota (Sofia the First: The Floating Palace) (szinkronhang)
- 2012 - Szófia hercegnő sorozat (Sofia the First) (szinkronhang)
- 2012 - Zambézia (Zambezia) (szinkronhang)
- 2012 - Scooby-Doo! - Vámpírmusical (Scooby-Doo! Music of the Vampire) (szinkronhang)
- 2011 - Micimackó - Micimackó (Mikó István), Tigris (Bács Ferenc)
- 2011 - Gnómeó és Júlia (Gnomeo and Juliet) (szinkronhang)
- 2009 - MadagaszKarácsony (Merry Madagascar) (szinkronhang)
- 2009 - Lego Bionicle - A legenda újjászületik (Bionicle: The Legend Reborn) (szinkronhang)
- 2009 - A hercegnő és a béka - Ray (Mikó István)
- 2008 - Pindúr Pandúr uralom (The Powerpuff Girls Rule!) (szinkronhang)
- 2008 - Kung Fu Panda - A harc művészete (Kung Fu Panda: Secrets of the Furious Five) (szinkronhang)
- 2008 - Star Wars: A klónok háborúja sorozat (Star Wars: The Clone Wars) - Hondo Ohnaka (szinkronhang)
- 2008 - Barátaim, Tigris és Mackó: Szellem a Százholdas Pagonyban (My Friends Tigger and Pooh: The Hundred Acre Wood Haunt) ... Tigris / Micimackó (szinkronhang)
- 2008 - A kis hableány 3 – A kezdet kezdete - Triton király (Perlaki István)
- 2007 - Barátaim: Tigris és Micimackó - Micimackó (Mikó István), Tigris (Bács Ferenc)
- 2006 - Mickey Egér Játszótere sorozat (Mickey Mouse Clubhouse) (szinkronhang)
- 2006 - Ah, badarság! Egy bolondos karácsony (Bah Humduck!: A Looney Tunes Christmas) ... Tasmanian Devil/Gossamer (szinkronhang)
- 2006 - Mackótestvér 2. (Brother Bear 2) ... Bering/Chilkoot (szinkronhang)
- 2005 - Micimackó és a Zelefánt - Micimackó (Mikó István), Tigris (Bács Ferenc)
- 2004 - Micimackó: Tavaszolás Zsebibabával - Micimackó (Mikó István), Tigris (Bács Ferenc)
- 2004 - Mickey egér - Volt kétszer egy karácsony (Mickey's Twice Upon a Christmas) (szinkronhang)
- 2004 - A három muskétás (Mickey, Donald, Goofy: The Three Musketeers) ... Pete (szinkronhang)
- 2004 - Az oroszlánkirály 3 – Hakuna Matata (The Lion King 1 1/2) ... Ed (szinkronhang)
- 2003 - Malacka, a hős - Micimackó (Mikó István), Tigris (Bács Ferenc)
- 2003 - Szindbád - A hét tenger legendája (Sinbad: Legend of the Seven Seas) ... Luca/Additional Voices (szinkronhang)
- 2003 - A dzsungel könyve 2. - Ká, a kígyó (Kerekes József)
- 2002 - Micimackó: Boldog Új Mackóévet - Micimackó (Mikó István), Tigris (Bács Ferenc)
- 2002 - Tom és Jerry - A varázsgyűrű (Tom and Jerry: The Magic Ring) ... Butch (szinkronhang)
- 2002 - Őslények országa 9.: Utazás a Nagy Vízhez (The Land Before Time IX: Journey to the Big Water) ... Sierra (szinkronhang)
- 2002 - Pán Péter – Visszatérés Sohaországba (Return to Never Land) (szinkronhang)
- 2001 - Shrek (Shrek) (szinkronhang)
- 2001 - A Notre Dame-i toronyőr 2. – A harang rejtélye (The Hunchback of Notre Dame II) ... Archdeacon (szinkronhang)
- 2001 - Jimmy Neutron - Csodagyerek (Jimmy Neutron: Boy Genius) ... Ultra Lord/Mission Control/General (szinkronhang)
- 2000 - A Mikulás karácsonya (The Life @ Adventures of Santa Claus) (szinkronhang)
- 2000 - Őslények országa 7. - A hideg tűz köve (The Land Before Time VII: The Stone of Cold Fire) ... Sierra (szinkronhang)
- 2000 - Irány Eldorádó (The Road to El Dorado) ... Cortes (szinkronhang)
- 2000 - Tigris színre lép - Micimackó (Mikó István), Tigris (Bács Ferenc)
- 1999 - Micimackó - Az ajándékok ideje (Winnie the Pooh - Seasons of Giving) (szinkronhang)
- 1999 - Bátor, a félénk kutya sorozat - a nagy Fusili
- 1998 - Zenegerek karácsonya (Buster & Chauncey's Silent Night) (szinkronhang)
- 1998 - A szépség és a szörnyeteg - Belle bűvös világa (Belle's Magical World) (szinkronhang)
- 1998 - Kémkutyák sorozat (The Secret Files of the Spy Dogs) (szinkronhang)
- 1998 - Macseb - Macs (Németh Gábor)
- 1998 - Scooby-Doo a zombik szigetén - Jacques (Papp János)
- 1998 - Pindúr pandúrok - Borzasz Tóni (Koncz István)
- 1998 - Chipkatonák (Small Soldiers) ... Ocula (szinkronhang)
- 1998 - Babe: Kismalac a nagyvárosban (Babe: Pig in the City) ... pelikán (szinkronhang)
- 1997 - Herkules - Nesszosz (Vass Gábor)
- 1997 - A szépség és a szörnyeteg 2. – Varázslatos karácsony (Beauty and the Beast: The Enchanted Christmas) (szinkronhang)
- 1997 - Micimackó visszatér - Micimackó (Mikó István)
- 1997 - Anasztázia (Anastasia) ... Rasputin (ének) (szinkronhang)
- 1996 - Casper sorozat (szinkronhang)
- 1996 - Charlie - Minden kutya a mennybe jut 2. (All Dogs Go to Heaven 2) ... Jingles (szinkronhang)
- 1996 - A dzsungel könyve kölykök - Ká, a kígyó
- 1996 - Timon és Pumba - Ed, a hiéna, medve (Kránitz Lajos)
- 1996 - A Notre Dame-i toronyőr - őrök és cigányok
- 1996 - Aladdin és a tolvajok fejedelme - Razoul (Kránitz Lajos)
- 1995 - Balto - Steele
- 1995 - Goofy - Pete (Koroknay Géza)
- 1994 - A Kullancs - Mr. Mental
- 1994 - Pókember - Sokkoló
- 1994 - Vasember - Modok
- 1994 - Aladdin 2. – Aladdin és Jafar - Razoul (Kránitz Lajos)
- 1994 - A hajó hülyéje (Cabin Boy) ... Cupcake
- 1994 - Az oroszlánkirály - Ed, a hiéna
- 1994 - Reszkessetek, nem hagyom magam! - Long John Silver
- 1993 - Sonic The Hedgehog (SatAM TV sorozat) - Dr. Ivo Robotnik
- 1993 - Gézengúz hiúz - Bonkers (Crespo Rodrigo), Lucky Piquel (Melis Gábor)
- 1993 - Két buta kutya - Vakarcs vakond (Sinkovits-Vitay András)
- 1992 - Kis hableány sorozat (The Little Mermaid) (szinkronhang)
- 1992 - Dinka banda - Pete (Koroknay Géza/Vass Gábor)
- 1992 - Aladdin - Razoul (Hollósi Frigyes)
- 1992 - Hol van Walley? - Narrátor (Csonka András)
- 1991 - Fürkészszárny - Fürkészszárny  (Rajkai Zoltán), Negakacsa (Bede-Fazekas Szabolcs), Iszaplábi Herb (Konrád Antal)
- 1991 - Taz-Mánia - Tasmán Ördög (Vass Gábor), Bushwhacker Bob (Várkonyi András), Wendel farkas
- 1990 - Balu kapitány kalandjai - Lajcsi (Grúber Hugó), Don Kartács (Háda János)
- 1989 - Chip és Dale – A Csipet Csapat - Kvarg Lipót (Grúber Hugó), Pukkandúr (Vass Gábor/Faragó András), Niemand professzor (Harkányi Endre/Pálfai Péter)
- 1989 - Scooby-Doo és a kezelhetetlen vérfarkas - Frankenstein (Kardos Gábor)
- 1988 - Micimackó új kalandjai - Micimackó (Mikó István), Tigris (Bács Ferenc)
- 1988 - Roger nyúl a pácban - beszélő töltény (Haraszin Tibor)
- 1987 - Tini nindzsa teknőcök - Zúzó
- 1985 - A gumimacik - Zummi maci (Horkai János)

## Videójátékai
- Kingdom Hearts - Micimackó, Tigris
- Kingdom Hearts 2 - Pete, Micimackó, Tigris, Ed
- Kingdom Hearts: Chain of Memories - Micimackó, Tigris
- Kingdom Hearts: Birth By Sleep - Pete, Micimackó, Tigris
- Kingdom Hearts Re: Coded - Pete
- Kingdom Hearts: Dream Drop Distance - Pete, Julius
- Cartoon Network Racing - Borzasz Tóni
- Bugs Bunny and Taz: Time Busters - Tasmán Ördög
- Looney Tunes: Back in Action - Tasmán Ördög
- Looney Tunes: Acme Arsenal - Tasmán Ördög
- Looney Tunes Racing - Tasmán Ördög
- Taz Wanted - Tasmán Ördög
- Marvel Super Hero Squad: The Infinity Gauntlet - Thanos, Szuper-Skrull
- Wacky Races - Gézengúz Guszti, Clyde, Hapták közlegény, Bunkós testvérpár, Százszorszép Szepi
- Star Wars: The Old Republic - Oteg mester, Skylast tábornok

## Fordítás
Ez a szócikk részben vagy egészben  a   Jim Cummings című angol Wikipédia-szócikk fordításán alapul.  Az eredeti cikk szerkesztőit annak laptörténete sorolja fel. Ez a jelzés csupán a megfogalmazás eredetét és a szerzői jogokat jelzi, nem szolgál a cikkben szereplő információk forrásmegjelöléseként.